# نسر أذون

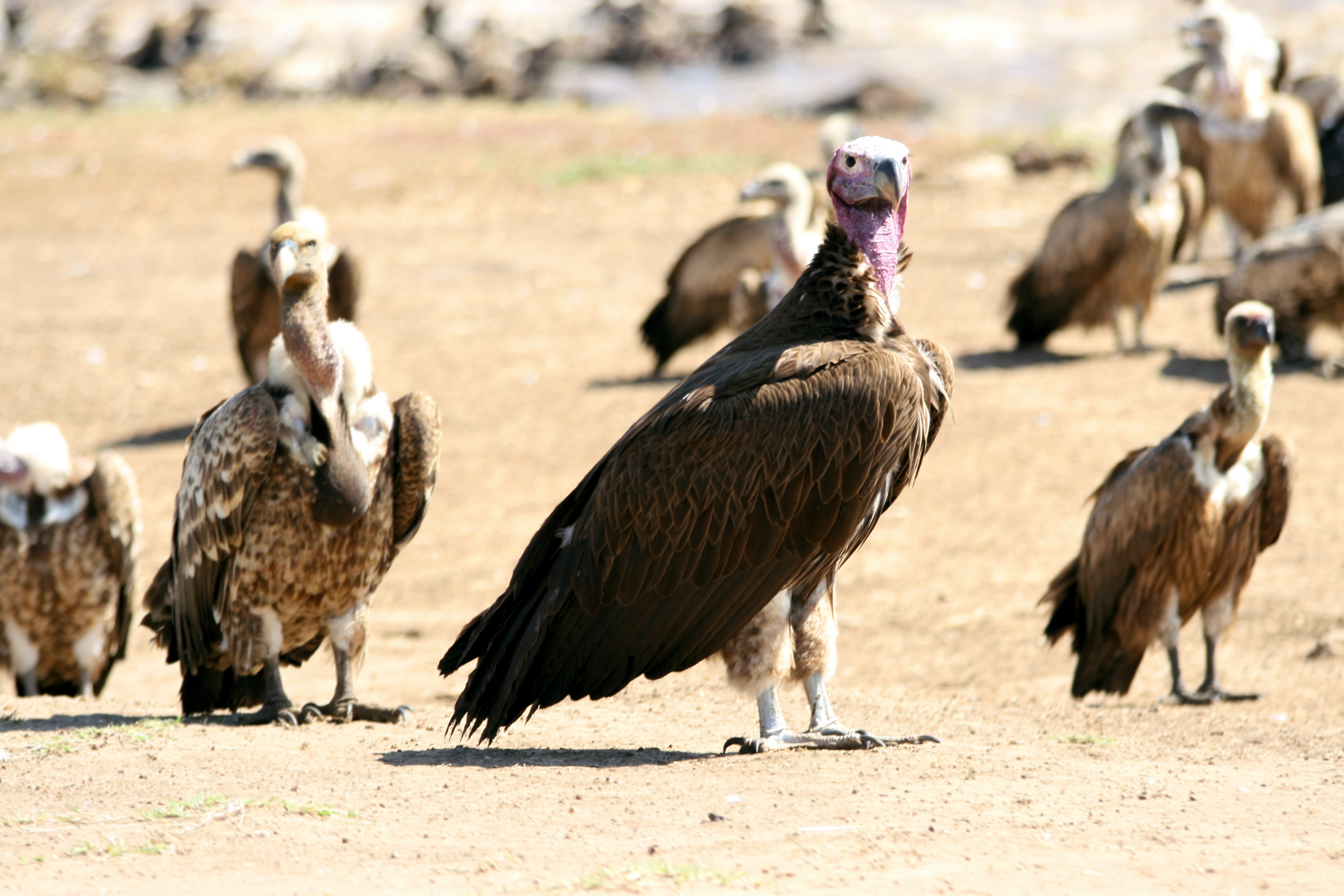
نسر أذون برفقة نسور بيضاء الظهر في يساره والنسور المرقطة
في يمينه

النسر الأذون أو النسر الأوذن أو النسر النوبي أو النسر الأجعد (الاسم العلمي: Torgos tracheliotos) هو من نسور العالم القديم و ينتمي إلى فصيلة البازية وهو العضو الوحيد في جنس تورغوس (الاسم العلمي:Torgos) ويعتبر أحد أكبر النسور المستوطنة في قارة أفريقيا وهو من الطيور المهددة بالإنقراض وأعداده في تناقص.

## الأنواع الفرعية
هناك ثلاثة أنواع فرعية للنسر الأذون وهي كالتالي :
- النويعة النمطية (T.t.trachliotos) تنتشر في غرب أفريقيا وأفريقيا جنوب الصحراء.
- النويعة النوبية(T.t.nubicus) تنتشر في الجنوب الشرقي لمصر وشمال السودان.
- النويعة النقبية(T.t.negevensis) أو النسر العربي منتشرة في شبه الجزيرة العربية وقد إنقرضت كطائر معشش في جنوب فلسطين المحتلة, تتم الإشارة إلى هذا النويع أحيانا على أنه نوع منفصل تحت اسم Torgos negevensis.

## التوزيع والموطن

### التوزيع
يتوزع هذا النوع بشكل متقطع في معظم أنحاء إفريقيا ، يعشش الأذون في ال السنغال, و مالي, و موريتانيا, و النيجر, و تشاد و السودان, و مصر, و إثيوبيا, و الصومال,و زامبيا, و كينيا, و تنزانيا, و رواندا, و جمهورية الكونغو الديمقراطية, و مالاوي, و موزمبيق, و إسواتيني, و جنوب إفريقيا, و زيمبابوي, و غينيا, و بوتسوانا و ناميبيا, مع إحتمال تعشيشه في  نيجيريا. هو يعشش في شبه الجزيرة العربية أيضا في  اليمن, و عُمان, و الإمارات العربية المتحدة, و السعودية.
و بعض الأفراد يقضون فصل الشتاء في  أنغولا, و بوركينا فاسو, وجمهورية إفريقيا الوسطى, و بنين, و جيبوتي, و ساحل العاج, و غامبيا, و أوغندا, و غينيا الاستوائية, و إرتريا.

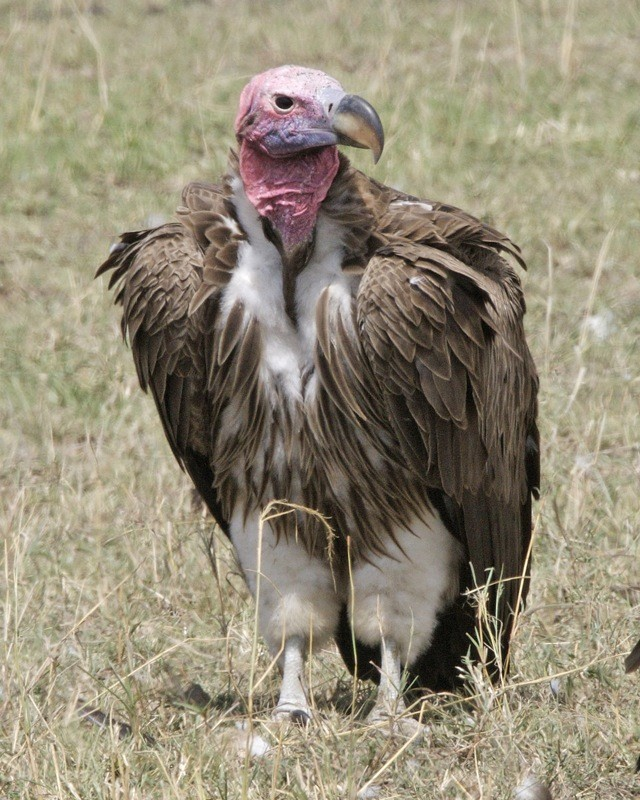
نسر أذون من كينيا

وقد إنقرض كطائر معشش من  المغرب, و فلسطين, و الأردن مع إحتمال إنقراضه في  سوريا أيضا.

### الموطن
يفضل هذا النسر العيش في السافانا الجافة، والسهول القاحلة، والصحاري ذات الأشجار المتناثرة في الوديان، والمنحدرات الجبلية المفتوحة.أثناء البحث عن الطعام، يمكن أن يتجول في الموائل الأكثر كثافة ويمكن العثور عليه في الارتفاع 4500 متر من مستوى سطح البحر.

## الوصف

### الحجم
يعتبر النسر الأذون نسرا كبيرا في الحجم حيث يتراوح طوله مابين 95 إلى 115 سم ووزنه ما بين 5 إلى 9.4 كجم وطول جناحيه مابين 2.5 إلى 2.9 متر .

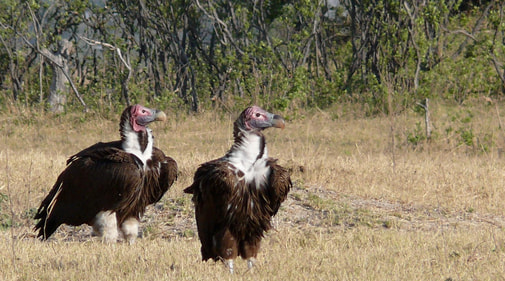
نسران أذونان في بوتسوانا

### المظهر
لون ريش الجسم بني داكن مائل إلى السواد وريش أبيض في الفخذين والصدر وشريط أبيض تحت الجناح ورأسه أصلع ذي لون أحمر فاتح ولديه طيات جلدية في رأسه وهذا ما أعطاه إسمه, ومنقار كبير وحاد ذي لون رمادي أو أزرق فاتح.

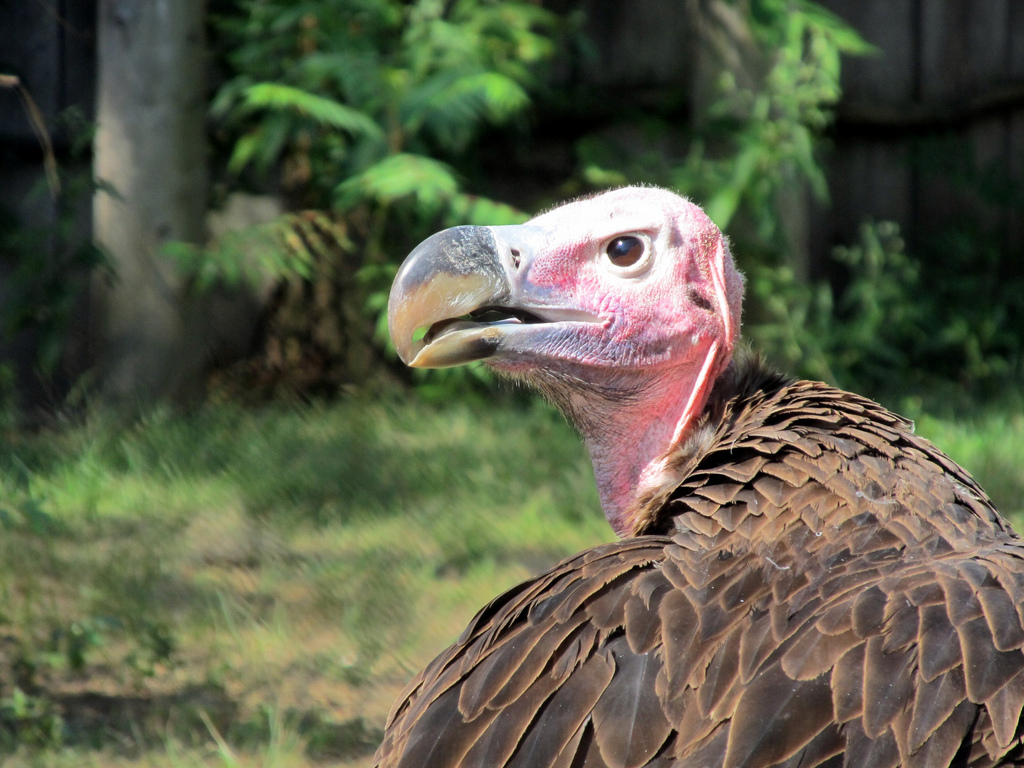
وجه النسر الأذون

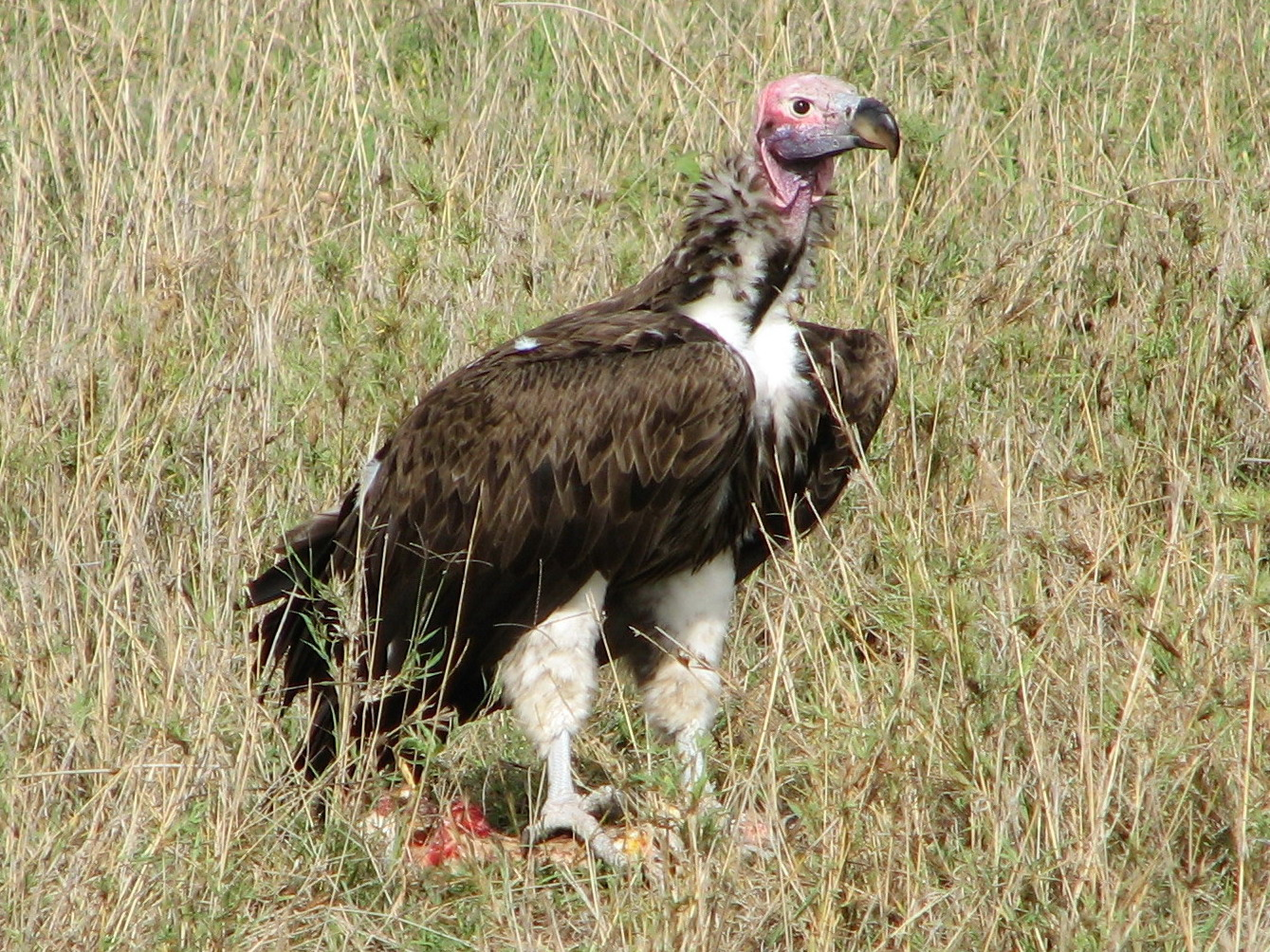
نسر أذون في تنزانيا

مع العلم بأن ريش الطيور من النويعة العربية والنوبية أفتح من نظيرتها من النويعة النمطية إذ لديها ريش بني في جسمها وريش الفخذين ذي لون أبيض مائل للبني الفاتح ويكون لون الرأس وردي فاتح.

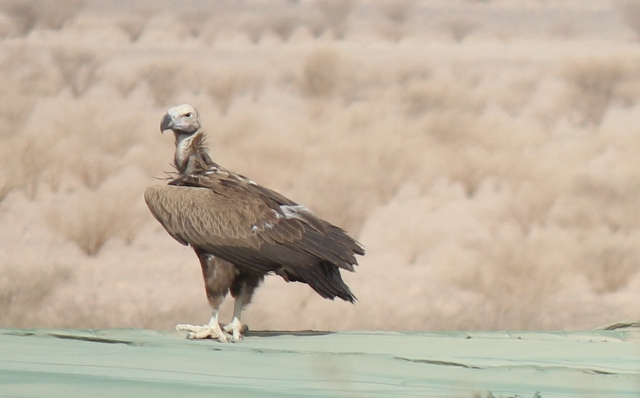
نسر أذون في السعودية

## الغذاء
هذا النسر طائر قمام يقتات على الجيف بشكل رئيسي ولديه منقار كبير وحاد مجهز لثقب جلد الحيوان الميت وهو واحد من أكثر النسور عدائية وسيطرة تجاه النسور الأخرى عندما يتعلق الأمر بأولوية الأكل, ولكنه يصطاد الحيوانات الصغيرة أحيانا.

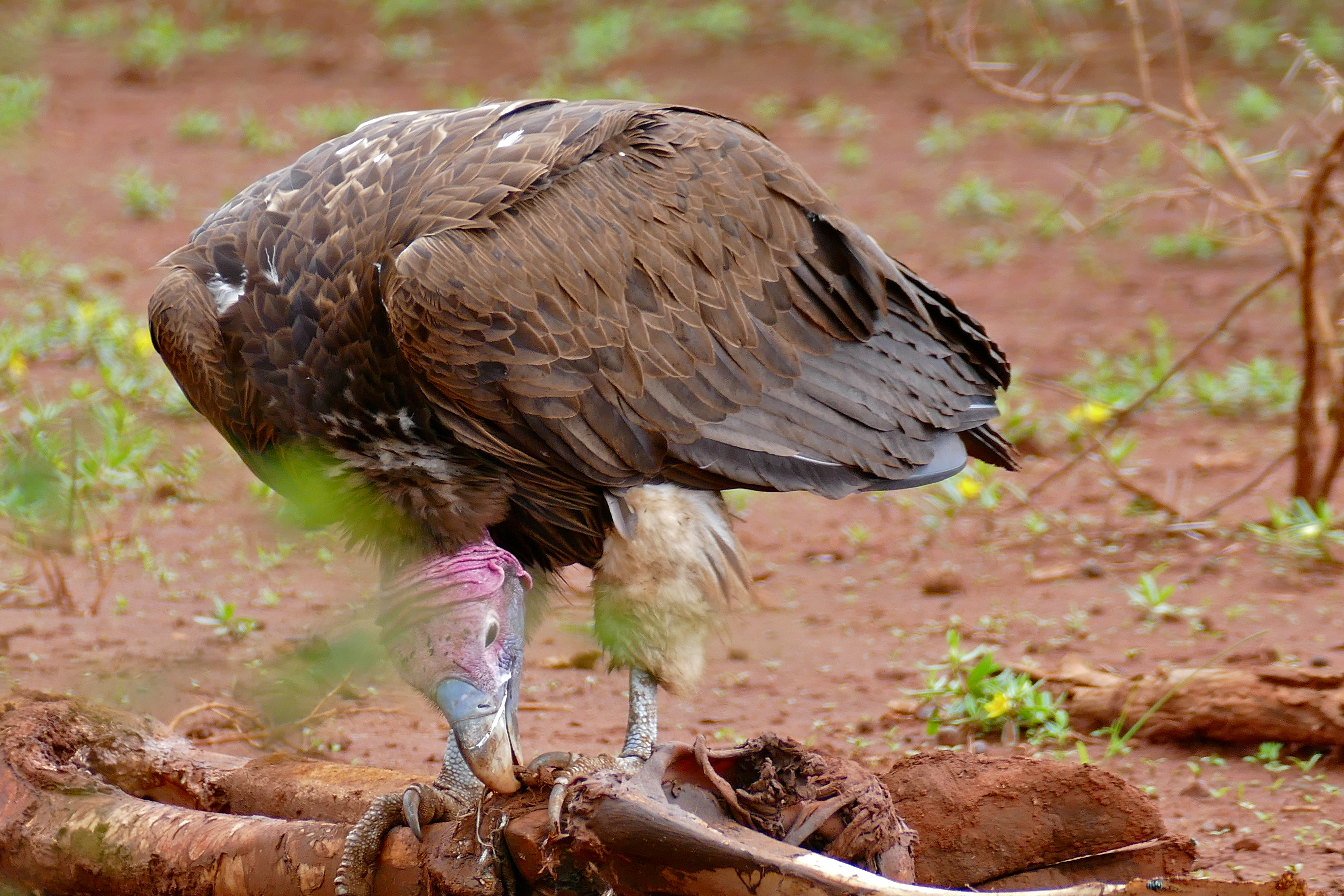
نسر أذون يأكل بقايا جثة زرافة في متنزه كروغر الوطني

## التكاثر
النسر الأذون يبني عش على قمم الأشجار الصحراوية ويفضل أن يكون بعيدًا عن أعشاش النسور الأخرى، يختلف وقت موسم التزاوج حسب الموقع، فمثلا في شرق إفريقيا تتكاثر النسور الأذونة على مدار العام، ولكن في جنوب إفريقيا في العادة يكون موسم التزاوج في الفترة من مايو حتى منتصف الصيف، وتتكاثر النسور الموجودة في أقصى شمال من نوفمبر حتى يوليو (أحيانًا إلى سبتمبر),

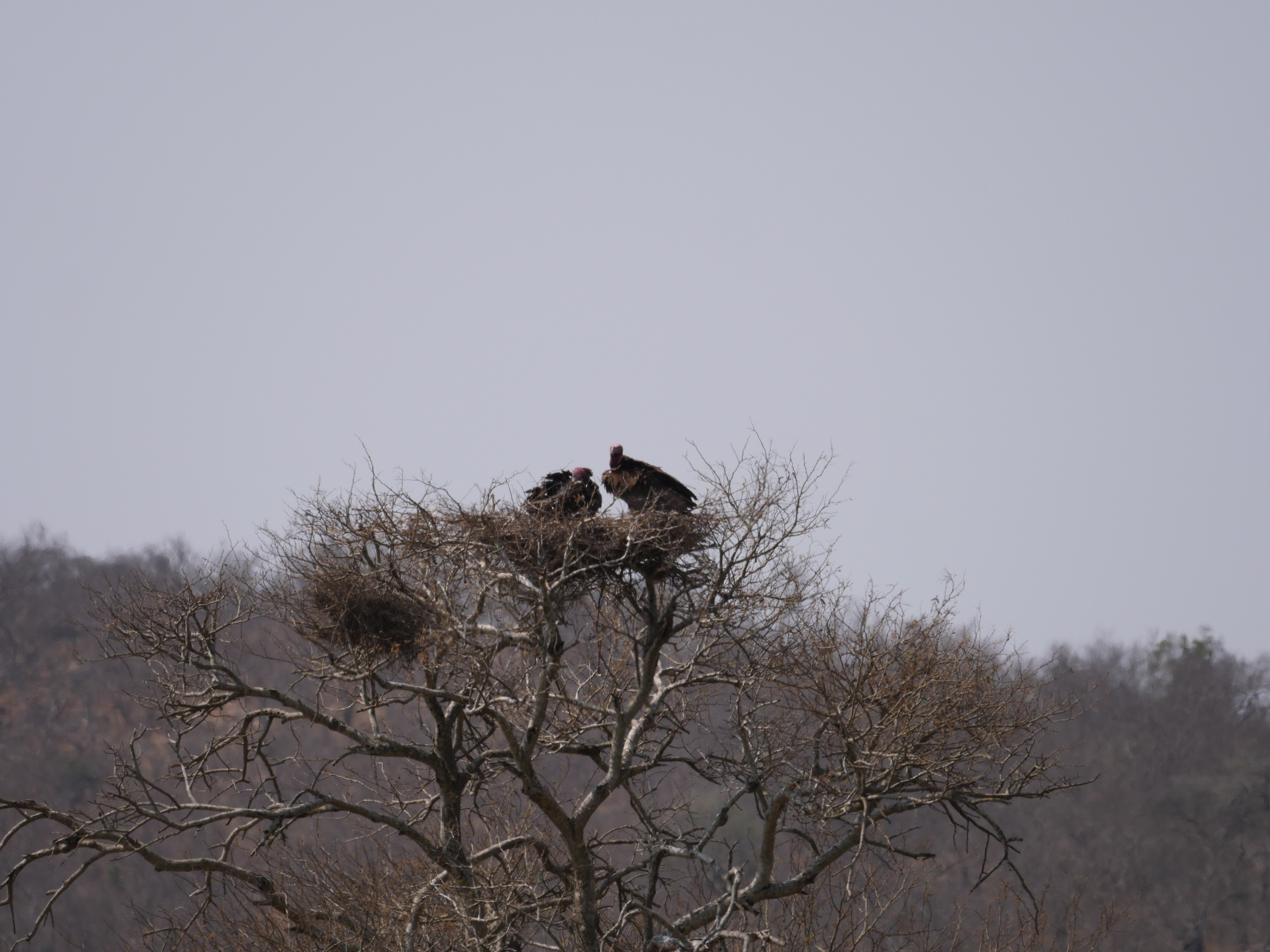
عش زوج من النسور الأذونة في منطقة صحراوية

الزوج يبني عشًا كبيرًا ضخمًا ومسطحًا من أعواد صغيرة، مبطنة بأعشاب جافة، أعلى الأشجار الصحراوية شائكة، تضع الأنثى بيضة واحدة وفي حالات نادرة إثنتين، يتناوب الوالدان على حضانة البيض لمدة تتراوح من 49 إلى 56 يوما، ويكتمل نمو الفرخ عندما يبلغ من العمر 125 إلى 135 يومًا ويعتمد على أبويه لبعض الوقت. الطيور اليافعة تصل سن البلوغ في عمر 5 أو 6 سنوات.

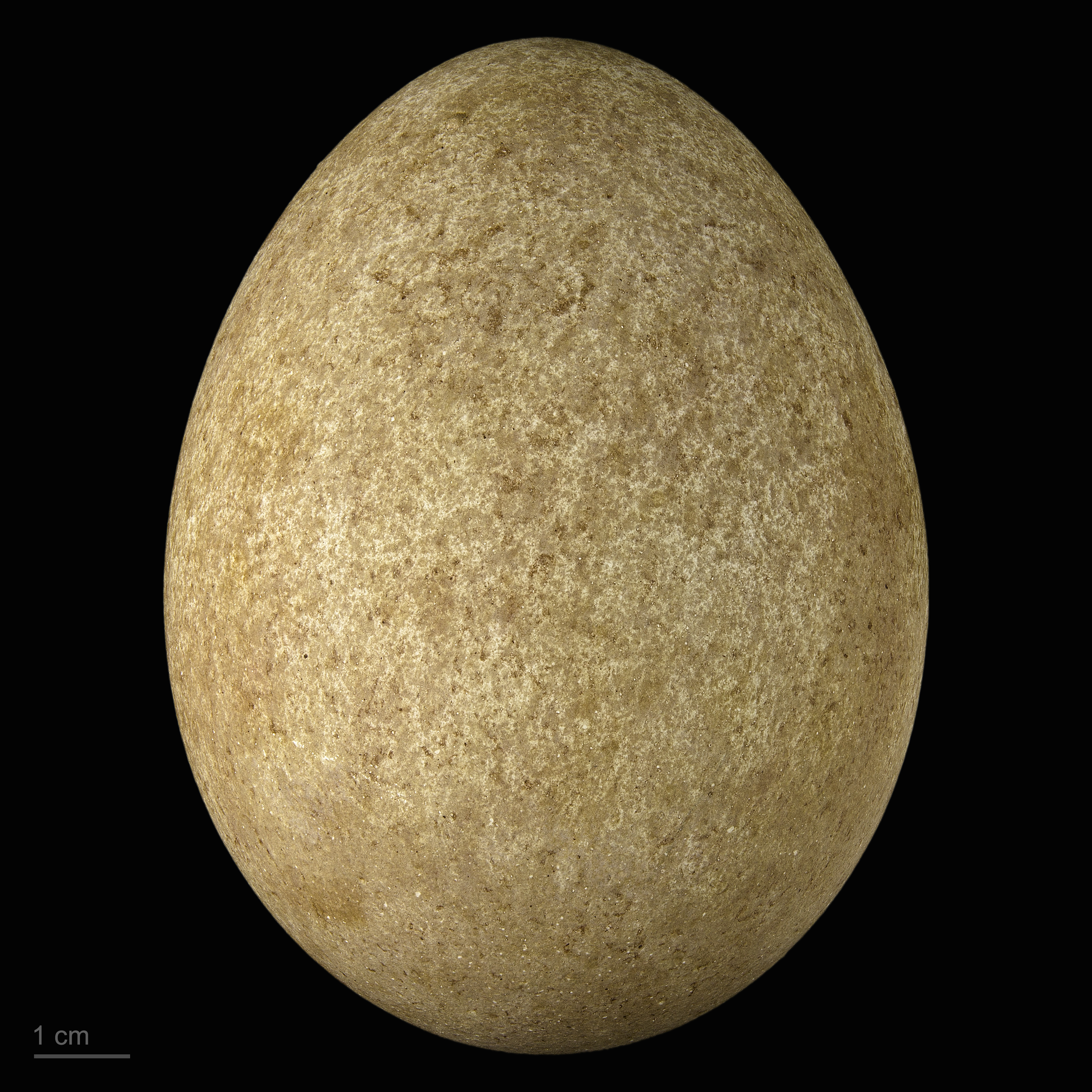
بيضة النسر الأذون